# Макіївський машинобудівний завод
Макі́ївський маши́нобудівни́й заво́д — підприємство у галузі машинобудування, розташоване у місті Макіївка Донецької області. Завод заснований 1894 року підприємцями Бурозом і Шмідтом. Першу продукцію видав 1903 року.
Сьогодні у структурі — 5 основних цехів: металоконструкцій, механоскладальний, енергомеханічний, залізобетонних виробів, механічної обробки металів. 
Із початком бойових дій на сході України у квітні-травні 2014 року Макіївський машинобудівний завод перейшов під контроль бойовиків т. зв. Донецької народної республіки. До 2014 на заводі працювали близько 400 осіб, нині залишилося 140.